# Antrophyum williamsii
Antrophyum williamsii är en kantbräkenväxtart som beskrevs av James Everhard Benedict. Antrophyum williamsii ingår i släktet Antrophyum och familjen Pteridaceae. Inga underarter finns listade.